# V75
V75 er det mest spillede spil i Sverige, med en omsætning omkring de 100 millioner hver lørdag. Det gælder om at finde vinderen af 7 på hinanden følgende hestevæddeløb, kaldet afdelinger. Spillet har hjemme hovedsageligt i Sverige, men man kan også spille med fra Danmark og en række andre lande.
| Spil | Spire Denne artikel om spil eller lege er en spire som bør udbygges. Du er velkommen til at hjælpe Wikipedia ved at udvide den. |